# Rebels FC (Britische Jungferninseln)
Der Rebels Football Club ist ein Fußballverein, der auf den Britischen Jungferninseln in der BVIFA National Football spielt.

## Geschichte
Der Verein wurde 2009 in Road Town gegründet. 2012/13 nahm Rebels erstmals an der BVIFA National Football League teil und wurde zugeteilt in Gruppe B, gemeinsam mit One Love United FC, Wolues FC, Panthers FC, Haitian Stars und Virgin Gorda United. Nach 10 gespielten Spielen wurde der Verein Gruppenzweiter und erreichte die Knockout Stage. Dort im Halbfinale scheiterte man jedoch am späteren Meister Islanders FC (3:0).  2016/17 wurde Rebels FC Tabellendritter, die historisch beste Platzierung des Vereins. Erstmals qualifizierte sich Rebels FC für den Presidents Cup, scheiterte jedoch im ersten Spiel gegen Sugar Boys FC mit 3:1. 2023/24 beendete Rebels FC die Liga auf Platz 7.

## Stadion
Die Heimspielstätte des Vereins ist die A. O. Shirley Recreation Ground mit einer Kapazität von 1000 Zuschauern.

## Bekannte Spieler
- Azarni Callwood (2023-)